# Пољане (Речица об Савињи)
Пољане (словен. Poljane) је насељено место у општини Речица об Савињи, Савињска регија, Словенија.

## Историја
До територијалне реорганизације у Словенији биле су у саставу старе општине Мозирје.

## Становништво
У попису становништва из 2011. године, Пољане су имале 145 становника.
| Број становника према пописима | Број становника према пописима | Број становника према пописима |
| ------------------------------ | ------------------------------ | ------------------------------ |
| 1991                           | 2002                           | 2011                           |
| 191                            | 161                            | 145                            |